# Характеристическая письменность
В системе характеристического письма формы символов (таких как буквы) не являются произвольными, а кодируют фонологические особенности фонем, которые они представляют. Термин featural был введен Джеффри Сэмпсоном для описания корейского алфавита:120и стенографии Питмана.:40
Джо Мартин ввел термин характеристическое обозначение для описания систем письма, которые включают символы для представления индивидуальных особенностей, а не фонем. Он утверждает, что "в алфавитах нет символов для чего-либо меньшего, чем фонема".:5
Характеристическое написание предоставляет более мелкие детали, чем алфавит. Здесь символы представляют не целые фонемы, а скорее элементы (особенности), из которых состоят фонемы, такие как произношение или место его артикуляции. В корейском алфавите характеристические символы объединяются в алфавитные буквы, а эти буквы, в свою очередь, соединяются в слоговые блоки, таким образом, система сочетает в себе три уровня фонологического представления.
Некоторые ученые (например, Джон Дефрансис) отвергают этот класс или, по крайней мере, относение корейского алфавита к таковому. Другие включают скорописи и сконструированные письменности любителей и писателей-фантастов (такие как Тенгвар), многие из которых имеют усовершенствованный графический дизайн, соответствующий фонологическим свойствам. Основная единица записи в этих системах может быть сопоставлена с чем угодно - от фонем до слов. Было показано, что даже латинский алфавит имеет субсимвольные "особенности".[прояснить]

## Примеры характеристических систем
Здесь небольшой список примеров характеристических систем письма, ранжированный по дате создания. Также показаны языки, для которых была разработана соответствующая система.

### 15 век
- Хангыль – Корейский

### 19 век
- Слоговая система канадских аборигенов – несколько алгонкинских, эскимосско-алеутских и атабаскских языков
- Стенография Грегга – множество языков из разных семейств
- Дулаянская стенография первоначально французская, позже английская, немецкая, испанская, румынская, для чинукского жаргона и других
- Зримая речь (фонетический шрифт) – не для какого-то определенного языка. Разработан для того, чтобы помочь глухим и научить их говорить правильно

### 20-й век
- Шовианский алфавит, Quikscript – английский
- Тенгвар (искусственная письменность, изобретенная Дж. Толкиеном) – вымышленные языки из романов Толкиена, изобретённые Толкиеном языки и английский
- SignWriting – языки жестов, характеристические обозначения[2]:5

### 21 век
- Исибхеке сохламву/Дитема ца диноко – языки южных банту

## Полухарактеристические системы
Другие скрипты могут содержать ограниченные характеристические элементы. Многие языки, написанные латинским алфавитом, используют диакритические знаки, и те буквы, которые используют диакритические знаки, иногда считаются отдельными буквами в алфавите языка. Польский алфавит, например, указывает на палатальную артикуляцию некоторых согласных при помощи акута. Турецкий алфавит использует одну или две точки над гласной, чтобы указать, что это гласная переднего ряда. Японские слоговые таблицы кана обозначают звонкие согласные знаками, известными как дакутен. Международный фонетический алфавит (IPA) также имеет некоторые характеристические элементы, например, крючки и хвостики, характерные для имплозивных букв ɓ ɗ ʄ ɠ ʛ и ретрофлексивных согласных ʈ ɖ ʂ ʐ ɳ ɻ ɽ ɭ. Диакритические знаки IPA также являются характеристическими. Алфавит Фрейзера, используемый для Лису, чередует буквы для непридыхательных согласных ꓑ /p/, ꓔ /t/, ꓝ /ts/, ꓚ /tʃ/ и ꓗ /k/ 180° для указания на аспирацию.